# HK Rokycany
HK Rokycany (celým názvem: Hokejový klub Rokycany) je český klub ledního hokeje, který sídlí v Rokycanech v Plzeňském kraji. Založen byl v roce 1931. Svůj současný název nese od roku 2011. Od sezóny 2018/19 působí v Západočeském krajském přeboru, čtvrté české nejvyšší soutěži ledního hokeje. Klubové barvy jsou červená, modrá a bílá.
Své domácí zápasy odehrává na zimním stadionu Rokycany s kapacitou 1 000 diváků.

## Historie

### Počátky hokeje v Rokycanech
První zmínky o hokeji v Rokycanech jsou z roku 1931 a 1932. V sezoně 1932 - 1933 soustředil kolem sebe oficiál Městských železáren pan Augustin Diviš několik obětavých funkcionářů, kteří založili v Rokycanech nový sportovní klub LTBK Rokycany - Lawn-tenisový a bruslařský klub. První hřiště vybudovali tito nadšenci na bývalém děkanském rybníčku. V dalších letech hrál hokejový klub střídavě svá utkání na koupališti a děkanském rybníčku. Klub prošel krizí, kdy jej zachránili pánové Hajrovský a Beneš.
V sezoně 1940 - 1941 se poprvé stal mistrem západočeské župy. Byl to první titul který se stěhoval mimo Plzeň. V následujícím roce se povedlo titul obhájit. V roce 1939 byl při házenkářském klubu založen druhý hokejový oddíl, LK Stadion Rokycany. Cílem bylo vytvořit podmínky pro hokej jako doplňkový sport pro házenkáře. Až do skončení druhé světové války bojovali o prvenství v divizi hráči ČLTK Plzeň, HC Holoubkov a LTBK Rokycany. I první poválečná léta byla pro Rokycany úspěšná. Rokycany šly do soutěže s novým názvem SK Rokycany. Staly se opět mistry západočeské župy před Viktorií Plzeň a HC Osek. V těchto letech dochází též ke sloučení obou oddílů Od této doby až do zahájení výstavby zimního stadionu hrají Rokycany krajské soutěže se střídavými úspěchy.
S otevřením zimního stadionu se podmínky pro přípravu mužstva změnily. Vedení oddílu se zaměřilo na výchovu hlavně mladých hokejistů. Postupně vybudovaly na tehdejší dobu velmi dobré podmínky, na kterých se nemalou měrou podílelo vedení města a okresu. V této době zde vyrostla řada velmi dobrých hokejistů. Mládežnická družstva postupně hrála nejvyšší republikové soutěže. Nejtalentovanější mladí hokejisté postupně odcházeli do nejvyšších soutěží do Plzně a Kladna. Před svým odchodem stačili v mládežnických družstvech vybojovat několik předních umístění v celorepublikových přeborech a úspěchy i v mládežnických reprezentačních výběrech. Mužstvo mužů od této doby hraje střídavě krajské soutěže a druhou ligu. Mládežnická družstva mládežnická družstva mají v dnešní době[kdy?] problémy s počtem žáků.

### Návrat do druhé ligy
Po několikaroční ligové pauze v sezoně 2007/08 vyhrály druholigové Rokycany celkové 1. místo ve skupině západ s náskokem 14 bodů před druhým mužstvem. Playoff se jim ale vůbec nevydařilo a v prvním kole Rokycany vypadly. Pro postup do první ligy sice ještě nebyly podmínky připraveny, ale proslýchaly se i troufalé vize o tom, že do dvou tří let by I.Liga v Rokycanech možná byla.
"B" tým s jistotou vyhrál krajský přebor Plzeňského kraje.
V sezóně 2008/09 pokračovaly Rokycany v 2. národní hokejové lize. Avšak už od začátku chyběly peníze, a tak za "A" tým začala po vydařeném soutěže začátku hrát až na pár výjimek převážná většina "B" týmu, na konci základní části 2. ligy pak obsadily Rokycany 17. příčku. "B" tým pak skončil na pozici více-přeborníka Plzeňského kraje. Kvůli finančním potížím došlo k prodeji licence na 1. ligu juniorů. V září 2009 odstoupil klub z 2. ligy kvůli finančním potížím. Tým pak dále pokračoval v krajském přeboru, ve kterém vítězně působí dodnes[kdy?].

### Současný stav
V současné době[kdy?] hrají Rokycany přebor Plzeňského kraje, avšak kvůli nedostatku finančních prostředků a zájmu města se s postupem do 2. ligy v nejbližší době nepočítá. Momentální snahou je sestavit tým juniorů, který by se pokusil o návrat do 1. ligy ve své kategorii.

## Historické názvy
- 1931 – LTBK Rokycany (Lawn-tenisový a bruslařský klub Rokycany)
- TJ Škoda Rokycany (Tělovýchovná jednota Škoda Rokycany)
- 1993 – HC Škoda Rokycany (Hockey Club Škoda Rokycany)
- 199? – HC Primalex ASK Rokycany (Hockey Club Primalex ASK Rokycany)
- 2005 – HC Primalex Rokycany (Hockey Club Primalex Rokycany)
- 2006 – HC Prima Sport Rokycany (Hockey Club Prima Sport Rokycany)
- 2007 – HC DAG Rokycany (Hockey Club DAG Rokycany)
- 2008 – HC Průmstav-Develop Rokycany (Hockey Club Průmstav-Develop Rokycany)
- 2009 – HC Rokycany (Hockey Club Rokycany)
- 2011 – HK Rokycany (Hokejový klub Rokycany)

## Přehled ligové účasti
Zdroj:
- 1943–1944: Divize – sk. Jih (2. ligová úroveň v Protektorátu Čechy a Morava)
- 1946–1947: Západočeská divize – sk. A (2. ligová úroveň v Československu)
- 1979–1980: Krajský přebor I. třídy - Západní Čechy (3. ligová úroveň v Československu)
- 1984–1985: 2. ČNHL – sk. B (3. ligová úroveň v Československu)
- 1985–1986: 2. ČNHL – sk. A (3. ligová úroveň v Československu)
- 1986–1987: 2. ČNHL – sk. B (3. ligová úroveň v Československu)
- 1987–1991: 2. ČNHL – sk. A (3. ligová úroveň v Československu)
- 1991–1993: 2. ČNHL – sk. B (3. ligová úroveň v Československu)
- 1993–1994: 2. liga – sk. Západ (3. ligová úroveň v České republice)
- 1994–1995: Krajský přebor regionální I. třídy – Západní Čechy (sk. A) (4. ligová úroveň v České republice)
- 1995–1996: Krajský přebor regionální I. třídy – Západní Čechy (4. ligová úroveň v České republice)
- 1996–1997: Krajský přebor - Západočeský region (4. ligová úroveň v České republice)
- 1997–2004: 2. liga – sk. Západ (3. ligová úroveň v České republice)
- 2004–2007: Plzeňský krajský přebor (4. ligová úroveň v České republice)
- 2007–2009: 2. liga – sk. Západ (3. ligová úroveň v České republice)
- 2009–2018: Plzeňská krajská liga (4. ligová úroveň v České republice)
- 2018– : Západočeský krajský přebor (4. ligová úroveň v České republice)

Jednotlivé ročníky
Zdroj:
Legenda: ZČ - základní část, červené podbarvení - sestup, zelené podbarvení - postup, fialové podbarvení - reorganizace, změna skupiny či soutěže
| Protektorát Čechy a Morava (1943 – 1944) |                                                            |           |           |                                                                |                            |
| Sezóny                                   | Soutěž                                                     | Úroveň    | ZČ        | Play-off, nadstavba, sk. o udržení...                          | Poznámky                   |
| 1943/44                                  | Divize – sk. Jih                                           | 2. úroveň | 4. místo  |                                                                | Sestup                     |
| Československo (1945 – 1993)             |                                                            |           |           |                                                                |                            |
| Sezóny                                   | Soutěž                                                     | Úroveň    | ZČ        | Play-off, nadstavba, sk. o udržení...                          | Poznámky                   |
| ...                                      |                                                            |           |           |                                                                |                            |
| 1946/47                                  | Západočeská divize – sk. A                                 | 2. úroveň | 5. místo  |                                                                | Sestup                     |
| ...                                      |                                                            |           |           |                                                                |                            |
| 1979/80                                  | Krajský přebor I. třídy - Západní Čechy                    | 3. úroveň | ?. místo  |                                                                |                            |
| ...                                      |                                                            |           |           |                                                                |                            |
| 1984/85                                  | 2. ČNHL – sk. B                                            | 3. úroveň | 6. místo  |                                                                | Změna skupiny              |
| 1985/86                                  | 2. ČNHL – sk. A                                            | 3. úroveň | 6. místo  |                                                                | Změna skupiny              |
| 1986/87                                  | 2. ČNHL – sk. B                                            | 3. úroveň | 5. místo  |                                                                | Změna skupiny              |
| 1987/88                                  | 2. ČNHL – sk. A                                            | 3. úroveň | 5. místo  |                                                                |                            |
| 1988/89                                  | 2. ČNHL – sk. A                                            | 3. úroveň | 5. místo  |                                                                |                            |
| 1989/90                                  | 2. ČNHL – sk. A                                            | 3. úroveň | 7. místo  |                                                                |                            |
| 1990/91                                  | 2. ČNHL – sk. A                                            | 3. úroveň | 7. místo  |                                                                | Změna skupiny              |
| 1991/92                                  | 2. ČNHL – sk. B                                            | 3. úroveň | 6. místo  |                                                                |                            |
| 1992/93                                  | 2. ČNHL – sk. B                                            | 3. úroveň | 7. místo  |                                                                | Reorganizace               |
| Česko (1993 – )                          |                                                            |           |           |                                                                |                            |
| Sezóny                                   | Soutěž                                                     | Úroveň    | ZČ        | Play-off, nadstavba, sk. o udržení...                          | Poznámky                   |
| 1993/94                                  | 2. liga – sk. Západ                                        | 3. úroveň | 15. místo |                                                                | Sestup                     |
| 1994/95                                  | Krajský přebor regionální I. třídy – Západní Čechy (sk. A) | 4. úroveň | ?. místo  |                                                                |                            |
| 1995/96                                  | Krajský přebor regionální I. třídy – Západní Čechy         | 4. úroveň | 2. místo  |                                                                |                            |
| 1996/97                                  | Krajský přebor - Západočeský region                        | 4. úroveň | 1. místo  |                                                                | Baráž                      |
| 1997/98                                  | 2. liga – sk. Západ                                        | 3. úroveň | 14. místo | Ne                                                             |                            |
| 1998/99                                  | 2. liga – sk. Západ                                        | 3. úroveň | 14. místo | Ne                                                             |                            |
| 1999/00                                  | 2. liga – sk. Západ                                        | 3. úroveň | 17. místo | Ne                                                             | Baráž                      |
| 2000/01                                  | 2. liga – sk. Západ                                        | 3. úroveň | 8. místo  | Čtvrtfinále (prohra 0:2 na zápasy HC Mladá Boleslav)           |                            |
| 2001/02                                  | 2. liga – sk. Západ                                        | 3. úroveň | 5. místo  | Osmifinále (prohra 1:2 na zápasy s HC SOH Benátky nad Jizerou) |                            |
| 2002/03                                  | 2. liga – sk. Západ                                        | 3. úroveň | 10. místo | Ne                                                             | Baráž                      |
| 2003/04                                  | 2. liga – sk. Západ                                        | 3. úroveň | 11. místo | Ne                                                             | Baráž                      |
| 2004/05                                  | Plzeňský krajský přebor                                    | 4. úroveň | 1. místo  |                                                                | Baráž                      |
| 2005/06                                  | Plzeňský krajský přebor                                    | 4. úroveň | 1. místo  |                                                                | Baráž                      |
| 2006/07                                  | Plzeňský krajský přebor                                    | 4. úroveň | 1. místo  | Baráž o 2. ligu – 1. fáze, 3. kolo (prohra)                    | Koupě licence od Strakonic |
| 2007/08                                  | 2. liga – sk. Západ                                        | 3. úroveň | 1. místo  | Osmifinále (prohra 1:3 na zápasy s HHK Velké Meziříčí)         |                            |
| 2008/09                                  | 2. liga – sk. Západ                                        | 3. úroveň | 17. místo | Ne                                                             | Odstoupení ze soutěže      |
| 2009/10                                  | Plzeňská krajská liga                                      | 4. úroveň | 1. místo  | Vítěz                                                          | Kvalifikace                |
| 2010/11                                  | Plzeňská krajská liga                                      | 4. úroveň | 1. místo  | Vítěz                                                          | Kvalifikace                |
| 2011/12                                  | Plzeňská krajská liga                                      | 4. úroveň | 1. místo  | Vítěz                                                          | Kvalifikace                |
| 2012/13                                  | Plzeňská krajská liga                                      | 4. úroveň | 1. místo  | Vítěz                                                          | Kvalifikace                |
| 2013/14                                  | Plzeňská krajská liga                                      | 4. úroveň | 3. místo  |                                                                |                            |
| 2014/15                                  | Plzeňská krajská liga                                      | 4. úroveň | 2. místo  | Finále                                                         |                            |
| 2015/16                                  | Plzeňská krajská liga                                      | 4. úroveň | 2. místo  | Finále                                                         |                            |
| 2016/17                                  | Plzeňská krajská liga                                      | 4. úroveň | 4. místo  | Vítěz                                                          | Kvalifikace                |
| 2017/18                                  | Plzeňská krajská liga                                      | 4. úroveň | 4. místo  | Čtvrtfinále                                                    | Reorganizace               |
| 2018/19                                  | Západočeský krajský přebor                                 | 4. úroveň | 5. místo  | Finále                                                         |                            |
| 2019/20                                  | Západočeský krajský přebor                                 | 4. úroveň |           |                                                                |                            |
| 2024/25                                  | Plzeňská a Karlovarská krajská liga                        | 4. úroveň | 2. místo  | Vítěz                                                          | Kvalifikace                |